# 凱厄冰原島峰
77°17′S 166°51′E / 77.283°S 166.850°E
凱厄冰原島峰（英語：Kea Nunataks），是南極洲的冰原島峰，位於羅斯島，處於伯德山東南面2.2公里，長3公里，以新西蘭的鳥類命名，現時由南極條約體系管理。